# Contracte
Un contracte és l'acord de voluntats que genera drets i obligacions. És un acte jurídic bilateral o multilateral, perquè hi intervenen dues o més persones (a diferència dels actes jurídics unilaterals en què intervé una sola persona), i que té per finalitat crear drets i obligacions. L'element principal per la validesa d'un contracte és el consentiment de les parts (per exemple, si el contracte es fa per escrit, signant-lo), i és a partir del moment del consentiment que creen drets i obligacions.
La llibertat contractual és un dels fonaments de la vida social moderna. Aquesta llibertat ha estat reconeguda per diferents textos normatius, essent un dels primers a fer-ho la Declaració dels Drets de l'Home i del Ciutadà de 1789.

## Concepte
En el Dret espanyol el contracte és un acord de voluntats i font d'obligacions per les parts (articles 1254 i 1089 del Codi Civil). Tot i això, el consentiment no és l'únic requisit essencial del contracte, ja que també s'hi ha d'afegir l'objecte i la causa (article 1261 CC), de forma similar a la regulació del Dret francès i italià. Pel que fa a la formació del contracte, les parts poden manifestar la seva voluntat de forma expressa, verbalment o per escrit, o de forma tàcita, en aquest cas la declaració de voluntat està sotmesa a la interpretació i valoració dels tribunals.